# John Holmström
John Holmström (* um 1983) ist ein schwedischer Jazz- und Improvisationsmusiker (Piano, Synthesizer, Komposition).

## Wirken
Holmström stammt ursprünglich aus Mölndal. Nach Studienaufenthalten in Stockholm, Trondheim, Oslo und Tofte lebt er in Göteborg. Er war innerhalb eines breiten Spektrums von Musik an unterschiedlichen Alben beteiligt. So nahm er mit der Kjellerbandet 2008 einen Thad Jones Tribute auf, spielte aber auch auf dem bluesorientierten Album Nålkonstnärens Visor von Mika Tahvanainen. Gemeinsam mit Dag Magnus Narvesen aus Norwegen am Schlagzeug und Moritz Zopf aus Bremen am Kontrabass bildete er das Improvisationstrio Schwatzkopf.
Mit seinem Quintett Om Tat Sat veröffentlichte Holmström sein Debütalbum Vivan im Mai 2018, dessen Kompositionen von ihm stammen. 2022 legte er mit seinem John Holmström Trio das Album Mjuka värden vor. Mit dem seit 2012 bestehenden Power-Trio Dark Horse, zu dem Alfred Lorinius (Bass) und Mårten Magnefors (Drums) gehören, tourte er in Europa und Japan, bevor er dessen zweites Album Listen für WeJazz Records aufnahm; 2020 trat das Trio auch beim We Jazz Festival in Helsinki auf. Weiterhin gehört er zu Anna Lunds Hurrakel-Projekt und war als Teil von Sasha Markos Gruppe beim Stockholm Jazz Festival zu hören.